# الهدف اليومي
الهدف اليومي (بالإنجليزية: Dainik Target)، صحيفةٌ بنغالية تأسست في عام ٢٠٢٤، وتُنشَر من العاصمة دكا، وتُعنى بتقديم الأخبار باللغة البنغالية.
تقع صحيفة "تارغِت" في العاصمة البنغلاديشية دكا، وقد نُشرت لأول مرة في عام 2024. الصحيفة مملوكة لشركة الإعلام "تارغِت غروب"، وتُعدّ واحدة من أكثر الصحف البنغالية انتشارًا في بنغلاديش بحسب إحصائيات عام 2024.